# Подводная лодка наркомафии

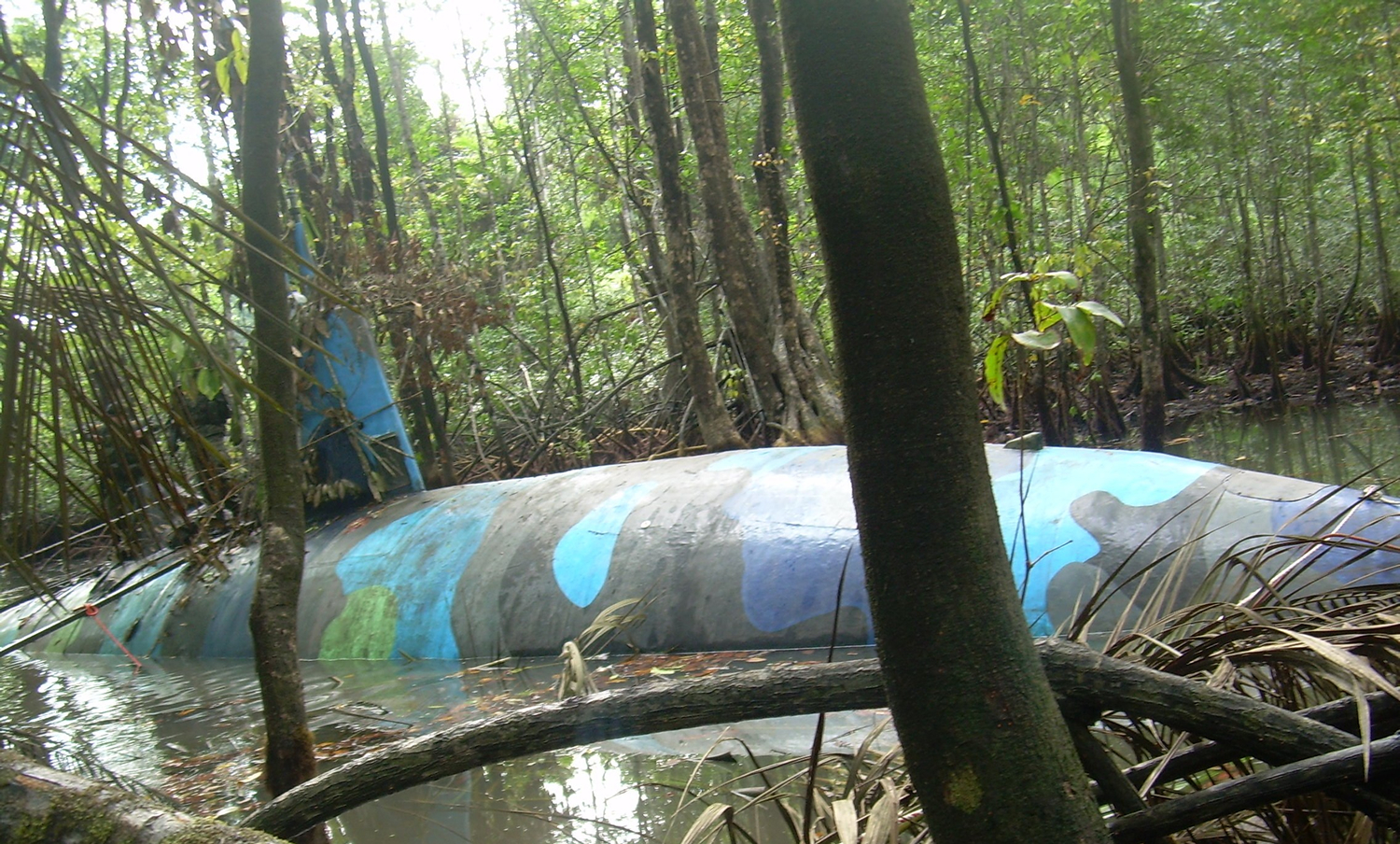
Полностью действующая подводная лодка, способная перевозить несколько тонн кокаина. Обнаружена в речном притоке вблизи границы Эквадора и Колумбии. Захвачена полицейскими силами по борьбе с наркотиками и военными Эквадора при содействии Управления по борьбе с наркотиками США, 2010

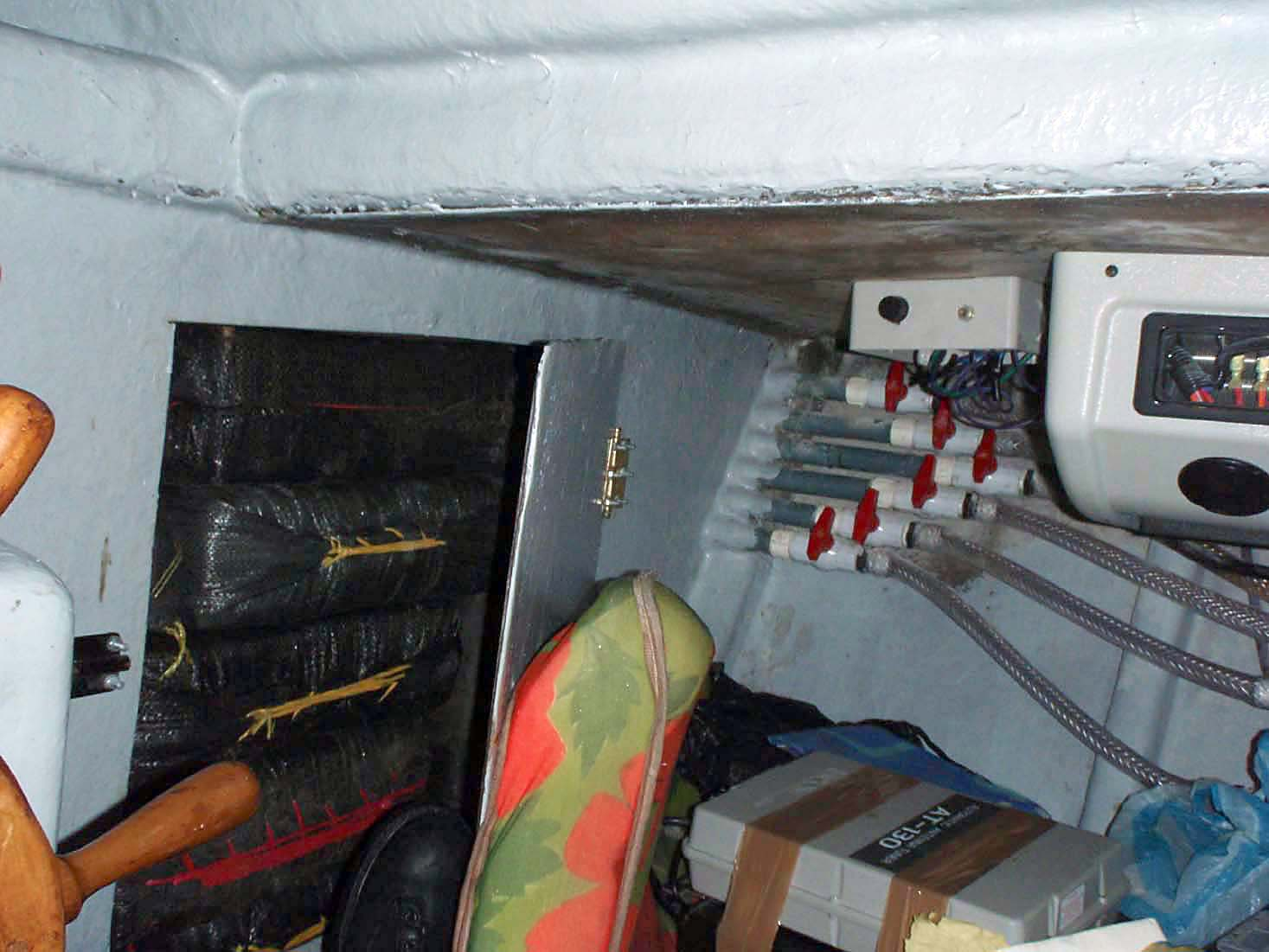
Отсек полупогружной подлодки, задержанной в 350 милях к западу от Гватемалы, на пути из Эквадора в Сан-Диего, 2008 г. Пакеты кокаина на сумму $187 млн занимают всё свободное место.

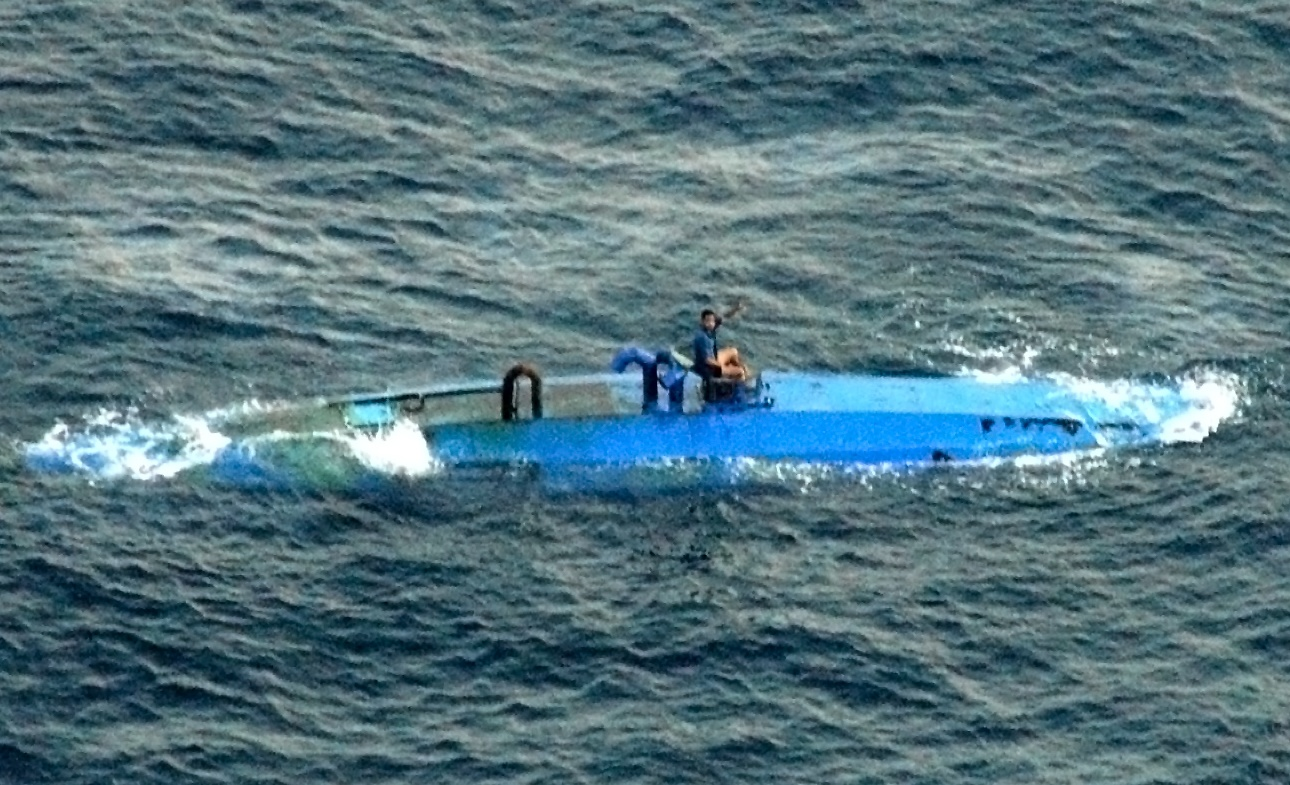
Захват полупогружной подлодки береговой охраной США в 2007. Конфисковано кокаина на $352 млн. Изготовлена из стекловолокна, её почти невозможно обнаружить с помощью гидролокатора или радара. Чаще всего возможно только визуальное обнаружение с воздуха

Подводная лодка наркомафии, или наркоподлодка (исп. Narco submarino) — подводная лодка, используемая для перевозки наркотиков. Чаще всего производятся кустарно и доставляют кокаин из Колумбии в Северную Америку.
Обладают небольшой глубиной погружения, как правило, не превышающей 4,5 м; многие лодки выполняются полупогружными, в этом случае возвышение над водой может составлять 8 см.
Экипаж — от 1 до 3 человек. Масса перевозимого кокаина — порядка 3—10 тонн. Для строительства корпусов используется стекловолокно.

## Типы
Стоящие на «вооружении» картелей субмарины можно условно разделить на три типа:
- полупогружаемые суда, которые, в свою очередь, оценивают по частоте так:
  - судно с внутренним двигателем (самое частое);
  - судно с подвесными моторами;
  - волнопронизывающее судно с подвесными моторами;
  - волнопронизывающее судно с внутренним двигателем (самое редкое)[8];
- необитаемые (беспилотные) подводные аппараты;
- шнорхельные подлодки (полноценных подлодок с безвоздушным двигателем встречалось мало).

В зависимости от сложности конструкции и назначения, субмарины делятся на многоразовые и одноразовые. Последние как правило бросают на берегу, или затопляют после доставки товара.

## Применение
Как правило, экипаж нарко-субмарины состоит из четырех-пяти человек. Их жилой отсек сопоставим с автомобильной кабиной, из которой производится управление аппаратом в две смены. Недалеко от рубки расположен моторный отсек с дизельным двигателем, температура внутри которого может достигать +70°C. Благодаря чёрному или темно-синему цвету их практически нельзя заметить с воздуха.
Однако до США подлодки доплывают редко. Это связано, во-первых, с более совершенными средствами береговой охраны США, во-вторых с договорами внутри картелей. После закрытия сухопутного пути через Панаму и Мексику, мексиканские картели не захотели лишаться доли прибыли от продажи наркотиков и заставили колумбийцев возить наркотики через Мексику. Несоблюдение этих правил жёстко карается.
Прямой путь через карибский бассейн затруднён из-за высокой обитаемости этой зоны. Огромное количество нефтяных платформ, частных, круизных и военных судов своими радарами покрывают всю поверхность и лодка легко будет обнаружена,  если она не полностью погружная (основной тип лодок). Комплекс управления и навигации наркоподлодок обычно не позволяет им двигаться скрытно в таких условиях.

## История
Изначально наркобароны пользовались скоростными моторными лодками. К концу 1980-х в «войне брони и снаряда» победила береговая охрана США: сначала службы береговой охраны оснащали скоростными катерами, которые уже лучше, чем одноразовая лодка, снабжённая несколькими подвесными моторами. Но окончательным средством против таких лодок оказался вертолёт со снайпером: выводя из строя моторы по одному, он мог остановить любую лодку. Так что наркомафия перешла на новые средства: в 1988 году у берегов Флориды нашли брошенную полупогружную 7-метровую несамоходную «сигару». Поскольку она была явно не приспособлена для перевозки людей, единственное возможное назначение — контрабанда. 
В конструкции первых подводных лодок наркокартелей обширно использовались элементы производства СССР, как то гирокомпасы, курсовые гироскопы и даже целые автопилоты, специально разработанные для советских малых подводных лодок проекта 865 «Пиранья». Комплектующие закупались в странах бывшего СССР, прежде всего в Прибалтике. На стапелях захваченных лодок неоднократно находили русско-испанские словари и разговорники, а также инструмент российского (советского) производства. Однако явных доказательств причастности советских/российских специалистов к строительству найдено не было.
Вплоть до 2000-х годов самоходные наркоподлодки иронично называли «снежными людьми»: никто их не видел, одни слухи. Первая строящаяся подлодка была обнаружена ВМС Колумбии в 2000 году.
В 2006 году у берегов Коста-Рики впервые перехватили лодку «на горячем», она везла несколько тонн кокаина. По некоторым оценкам, в 2007 году от Южной Америки по направлению к США было отправлено порядка 40 подлодок с кокаином, объёмы поставок составляли 500—700 т кокаина в год.
В июне 2008 года в Колумбии были обнаружены две подлодки, изготовленные из стекловолокна. Их длина составляла 17 м, масса груза — до 5 т. Недостроенная подлодка была уничтожена, а готовая к отплытию — отбуксирована на военно-морскую базу.
В 2000-х годах зафиксированы попытки контрабанды кокаина в Испанию.
В 2008 году США закрыли «дыру» в морском праве. Иногда перевозчики затапливали свои лодки, чтобы прикинуться потерпевшими кораблекрушение — их полагается бесплатно выловить, привезти на сушу и отпустить. Команды самоходных подлодок без флага по закону США стали виновными, им полагается до 20 лет тюрьмы.
В середине февраля 2011 года спецслужбы Колумбии обнаружили и конфисковали кустарную подводную лодку для перевозки наркотиков, которая была названа самой технически совершенной из всех, обнаруженных ранее. Подлодка имела длину 31 метр, была способна погружаться на глубину 9 метров и вместить четырёх человек, навигационный комплекс позволял добраться из Колумбии в Мексику, а стоимость оценена в 2 миллиона долларов.

### Наркоторпеда
Существуют и несамоходные варианты, которые буксируются не вызывающим подозрения судном. За счёт рулей наркоторпеда находится под водой, и отцепляется или затапливается при первой опасности. Некоторые варианты наркоторпед после затопления выпускают радиобуй, позволяющий второму судну подобрать торпеду и продолжить рейс.